# Michele Gordigiani
Michele Gordigiani (Firenze, 29 maggio 1835 – Firenze, 7 ottobre 1909) è stato un pittore italiano.

## Biografia
Figlio di un apprezzato musicista, Luigi, concertista e compositore di canzoni popolari, e di Anna Giuliani (figlia di quel Mauro Giuliani, che fu uno dei più grandi chitarristi-compositori del primo Ottocento), fratello di Anatolio (musicista e pittore). Studia scultura in giovanissima età con Lorenzo Bartolini, con cui è in contatto tramite amicizie di famiglia, all'Accademia di Firenze; scegliendo poi, ancora adolescente, insieme a Luigi Norfini e Silvestro Lega, di frequentare la scuola purista di Luigi Mussini e Adolph Sturler, fino a che non chiude nel 1848.
Rimane comunque legato da amicizia al Mussini, che considererà sempre il suo vero maestro, e che ritrarrà fra l'altro più volte (Siena, collezione Chigi Saracini). Al Mussini subentra, come insegnante nella scuola, lo scultore Giovanni Dupré il quale, notando la predisposizione del giovane, lo avvicinerà alla scultura; ciò per breve tempo, perché l'impazienza spingerà definitivamente Gordigiani verso i pennelli, frequentando l'Accademia di Belle Arti dove è maestro il Bezzuoli.
Dopo aver trattato per qualche tempo il quadro di genere e storico-mitologico, il giovane artista si dedica sempre con maggior frequenza al ritratto, genere questo che gli procurerà fama in Italia e nel mondo. All'Esposizione Annuale dell'Accademia, presenta nel 1854 due ritratti virili, ancora legati a schemi accademici. Dal 1855 frequenta insieme al fratello Anatolio il Caffè Michelangiolo, luogo dove si ritrovano quegli artisti che daranno vita al movimento Macchiaiolo, al quale aderisce con convinzione alle nuove ricerche artistiche. Qui stringe amicizia con Giovanni Fattori, Telemaco Signorini, Diego Martelli, Cristiano Banti e in particolare con Angiolo Tricca, divenendo uno degli animatori del gruppo degli innovatori, che spesso si riunisce nel suo studio.
L'artista introduce gli amici del Caffè alla visita e alla conoscenza della più importante collezione di opere di pittori francesi moderni allora esistente in Firenze, riunita nella villa di San Donato dal Principe Demidoff, presso cui il padre di Gordigiani è stimato musicista. Nel 1856 esegue un intenso e spigliato ritratto di Ludovico Raymond, il vedutista piemontese a Firenze in quel periodo e frequentatore anch'egli del Caffè.
Pone la data 1856 su un suo significativo Autoritratto (Firenze), Galleria degli Uffizi, condotto con luminosa sensibilità cromatica, che lo afferma sempre più abile ritrattista.
Dal 1855 al 1856, assieme, tra gli altri, a Signorini, Fattori, Serafino De Tivoli, Domenico Morelli, Stefano Ussi, Lorenzo Gelati, Giuseppe Ciaranfi ed ai letterati Carducci, Renato Fucini, Ferdinando Martini e Nencioni, frequenta il salotto pistoiese dell'architetto Francesco Bartolini e della moglie, la poetessa irlandese Louisa Grace Bartolini, vero e proprio cenacolo culturale.
Raggiunse definitivamente il successo all'Esposizione Nazionale di Firenze del 1861, quando la sua maniera, viene definita “inarrivabile”. In compagnia di Giuseppe Abbati, Francesco Saverio Altamura. Vito D'Ancona, Bernardo Celentano, Gerolamo Induno, Domenico Morelli, Eleuterio Pagliano, Stefano Ussi e Achille Vertunni, è tra i tredici artisti-dei cinquantasette premiati con medaglia-che rifiutano pubblicamente il riconoscimento contestando la composizione della giuria, troppo legata agli schemi dell'accademia.

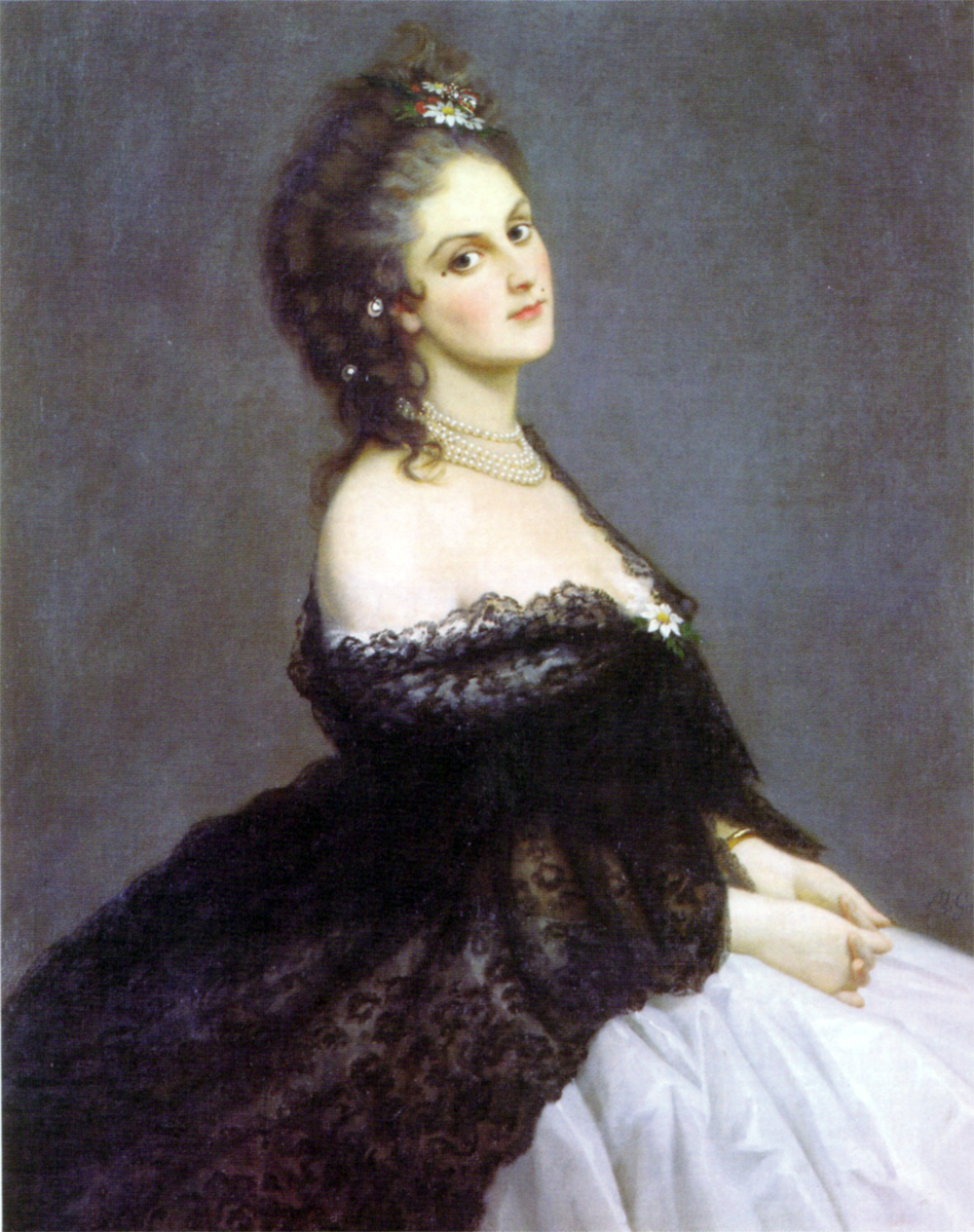
Michele Gordigiani
Ritratto della Contessa di Castiglione, 1862

La sua affermazione artistica dell'anno 1861, è rimarcata anche dalla committenza sabauda: il Principe di Carignano, attratto dalla sua fama di ritrattista abile nel cogliere le somiglianze e nell'idealizzare la figura, gli ordina un ritratto di Vittorio Emanuele II di Savoia. Ottiene così la prerogativa di ritrarre le famiglie regnanti europee, oltre che il bel mondo fiorentino. 
Sempre nel 1861, dopo un breve soggiorno a Torino per fare il ritratto al Conte di Cavour, lo ritroviamo a Parigi assieme a Nino Costa, Stefano Ussi, Francesco Mochi e Luigi Bechi, ove espone al Salon di quell'anno Portrait d'homme e Portrait de femme; nella capitale francese si recherà di frequente negli anni seguenti.
Nel 1862 sposa Gabriella Coujère, nata a Firenze da genitori francesi, da cui avrà quattro figli, ritratti dall'Artista in pregevoli dipinti: Isora, nata nel 1863, Ferdinando nato nel 1864, Eduardo nato nel 1866, che diverrà pittore e Giulietta, cantante e pianista, nata nel 1871 che si sposerà nel 1899 col banchiere e musicista Robert von Mendelssohn discendente di Moses Mendelssohn. Negli anni 1862-1863 ospita Giovanni Boldini, appena giunto a Firenze, nel suo studio nei pressi di Via Nazionale, poco distante dalla casa di Diego Martelli, e gli è maestro. Nel 1863 presenta quattro ritratti alla Promotrice Fiorentina. 
Nel 1864 con Boldini, Signorini e Sernesi, frequenta la villa dell'Ombrellino a Bellosguardo, di proprietà dell'incisore francese Marcellin Desboutin, ritrovo di letterati, scienziati ed artisti. È in questi anni che Boldini gli esegue il suggestivo ritratto e, nello studio dello stesso Gordigiani, sempre Boldini realizza lo splendido ritratto di Giuseppe Abbati. Nel 1867 è a Londra, durante quel soggiorno, esegue i ritratti della Regina Vittoria e del consorte Principe Alberto di Sassonia-Coburgo-Gotha, e partecipa ad una mostra della Royal Society of Arts, dove esporrà anche nel 1876 e nel 1886.

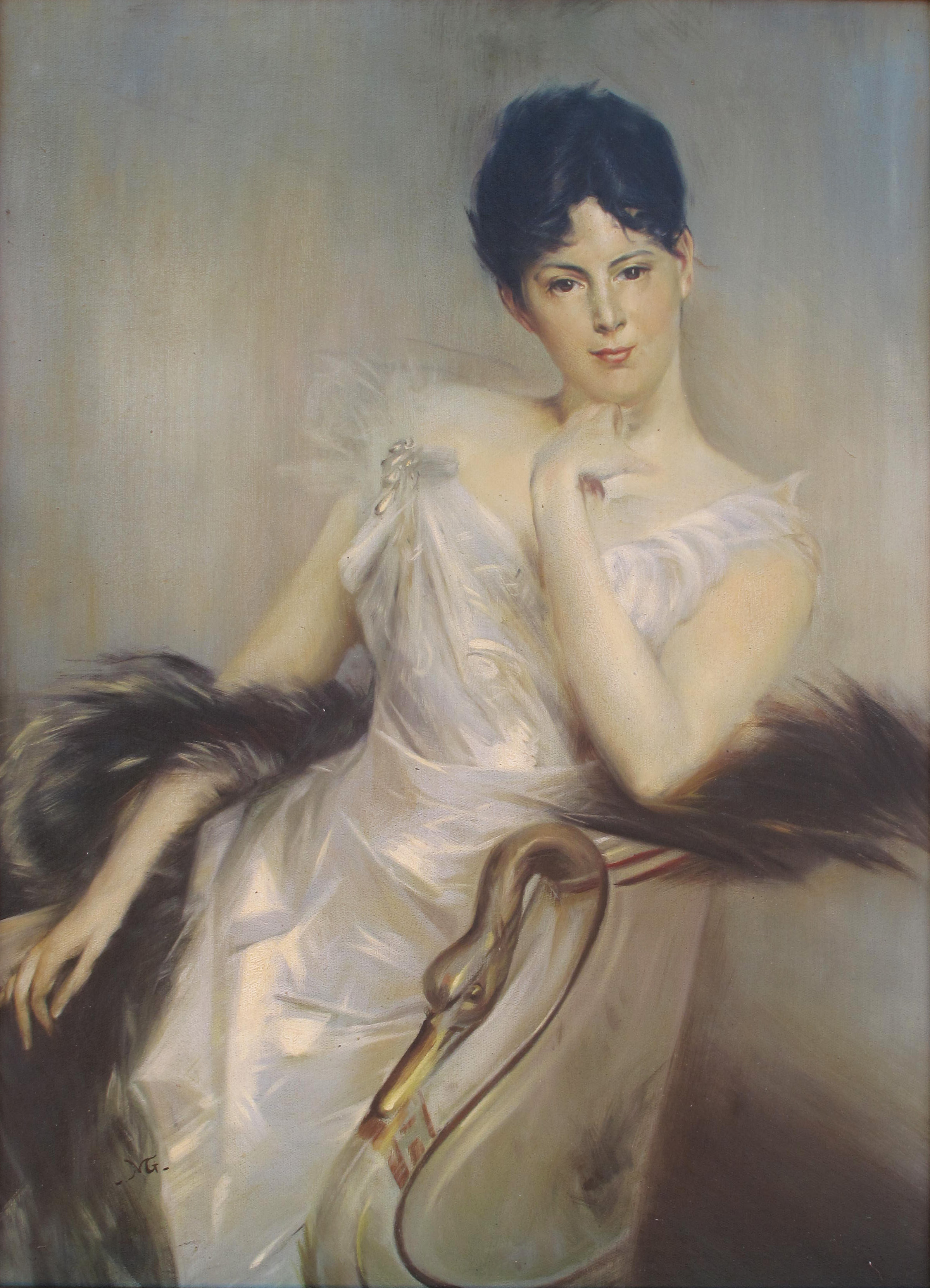
Michele Gordigiani
ritratto alla Contessa Anna Maria Rombo Morosini, 1903

Verso il 1870, Gordigiani, tra i primi a Firenze, va ad abitare fuori le mura, negli stabili di Piazzale Donatello, costruiti da un gruppo di artisti. Assieme a lui, qui prende studio Vito D'Ancona dopo la permanenza a Parigi. Nel 1873 è premiato, assieme a Stefano Ussi, all'esposizione Universale di Vienna. In seguito alla duratura e mai interrotta amicizia con Luigi Mussini, suo “antico” maestro, allora direttore dell'Istituto d'Arte di Siena, nello stesso anno, fa parte della commissione per il concorso triennale di pittura nello stesso Istituto.
Il costante contatto con alcuni dei Macchiaioli e con Martelli, l'Artista ha stretti rapporti di amicizia con Giovanni Fattori: insieme con Martelli, Gordigiani gli farà da garante al pagamento di cambiali per lunghi periodi, come risulta dalle lettere del Maestro livornese.

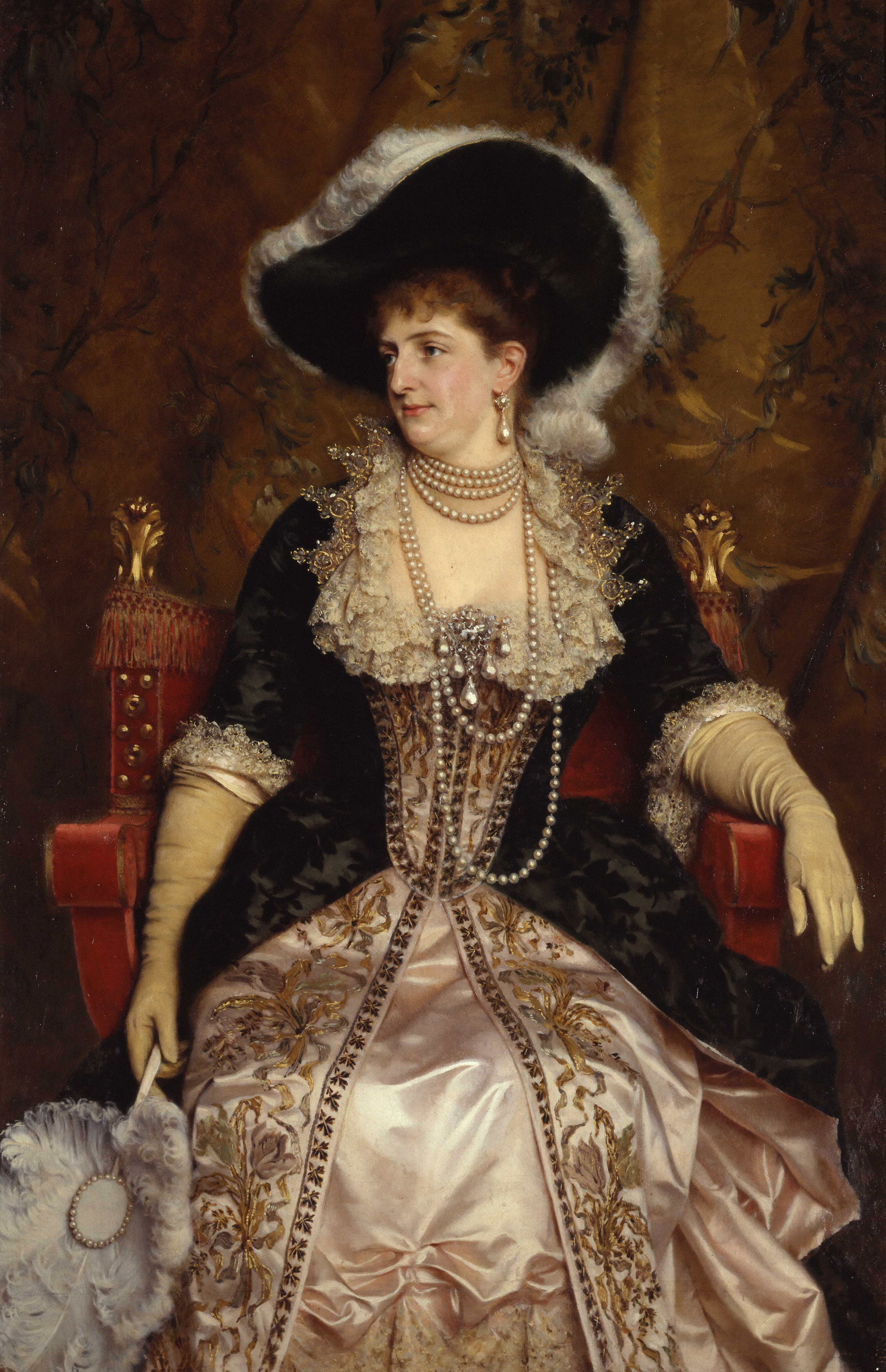
Michele Gordigiani
Ritratto di Margherita di Savoia, regina d'Italia come moglie di Umberto I di Savoia

La sua abilità di ritrattista è ormai universalmente riconosciuta sia dalla critica sia dal pubblico: riceve molte committenze da principi, nobili e famiglie patrizie, in particolare fiorentine, quali gli Strozzi, i Peruzzi, i Corsini, i Ricasoli, nonché da celebri personalità di ogni campo. Ritrae i membri delle famiglie reali di Francia, Inghilterra, Portogallo e Siam.
Celeberrimo il Ritratto di Margherita di Savoia, descritto dettagliatamente nelle diverse fasi della sua elaborazione dal De Gubernatis e giudicato dalla critica "tela magistrale per disegno, colore e sentimento"
Fra i suoi committenti, si aggiungono adesso, anche intellettuali e letterati della nuova Italia, quali Andrea Maffei, che si fa ritrarre due volte, nel 1868 circa e nel 1877, e – molti anni dopo: Edmondo De Amicis e Enrico Nencioni.Nel 1881 ritrae a pastello Giulietta e Luisa Mussini (Arezzo), collezione privata.
Nel 1889 a Parigi si svolse l'Esposizione Universale, a cui partecipò una rappresentanza delle varie scuole pittoriche regionali italiane. La sezione Toscana (circa 50 quadri di una ventina di pittori), erano presenti insieme ai dipinti di Signorini, Fattori, Lega, anche alcuni quadri di Michele Gordigiani, ormai affermato autore di ritratti alla Bonnat.
Gordigiani si dedica anche, sebbene con minore successo, ai soggetti di genere in costume, a quelli mitologici e talvolta a piccoli studi di paesaggio. Nel 1896 espone alla Mostra Fiorentina dell'Arte e dei Fiori, un Priore di Pulicciano e il Ritratto di Enrico Nencioni. Partecipa alla II Biennale di Venezia con La Mattiniera.
Mentre in Boldini c'è la necessità e il desiderio di movimentare il soggetto, magari abbozzando volontariamente alcuni particolari, in Gordigiani questo non avviene, a discapito magari di una certa staticità del soggetto, ha la necessità di curare ogni singolo particolare. Questo in Gordigiani è dovuto principalmente, agli insegnamenti avuti dal “purista” Mussini. È di primaria importanza per lui curare il viso, il corpo, i panneggi, le mani e gli elementi di contorno che devono dare idea dello status del personaggio ritratto.
A significazione di quanto detto, si veda: Ritratto del figlio Edoardo 1879; Ritratto della Regina Margherita 1881, Roma, patrimonio del Quirinale; Ritratto di Eleonora Duse 1890, (si trova scritto nella critica contemporanea …in questo ritratto, Gordigiani raggiunge l'ispirazione creativa che ha reso l'attrice “Divina”, Biblioteca e museo teatrale del Burcardo; Ritratto della Contessa Bastoni 1895, Livorno, Museo civico Giovanni Fattori.
Un gruppo di sue opere, di particolare significato, è conservato alla Galleria d'Arte Moderna di Firenze, lascito della figlia Giulietta.
Buono e generoso, fu amato da tutti; ebbe numeroso stuolo di allievi ed allieve, tra cui il figlio Eduardo, Arturo Faldi, Giovanni Lessi, Stefan Gasser e Pompeo Massani.
Ebbe lo studio nella zona di Piazza Donatello a Firenze, dove si trovavano gli atelier di numerosi artisti. Ritrasse Elizabeth Barrett Browning e Robert Browning, opere ora esposte alla National Portrait Gallery di Londra.
La Villa di Striano, che si trova a Ronta, nel comune di Borgo San Lorenzo, fu di proprietà del pittore.
Nel 1909, ormai anziano, si trasferisce in America, continuando la sua attività di ritrattista con l'ormai consolidato successo. Morirà il 7 ottobre dello stesso anno a Firenze.